# EasyJet
easyJet er Europas næststørste lavprisflyselskab efter Ryanair, målt i antallet af passagerer, og havde i 2012 58,4 mio. passagerer. EasyJet har dog en større omsætning end Ryanair. Selskabet betjener over 100 forskellige lufthavne.
EasyJet blev stiftet i 1995 af den britiske entreprenør Stelios Haji-Ioannou, som senere har startet lavprisselskaber med "easy" navnet indenfor andre erhvervsgrene. F.eks. Easymobile og Easycar. EasyJet betragtes som mere erhvervsvenligt end Ryanair, da de flyver til større lufthavne, modsat Ryanair, der oftest kun flyver til sekundære lufthavne. Endvidere har easyJet ikke samme restriktioner for håndbagage som Ryanair og andre lavprisselskaber.
Med udgangen af 2012 havde EasyJet de forgående 12 måneder befordret 58,4 mill. passagerer. Jf. www.easyjet.com Hvilket gør selskabet til det 4. største selskab i Europa målt på passagerer alene. Kun overgået af Lufthansa Group, Air France/KLM og Ryanair.